# Pic Central
El Pic Central és una muntanya de 3.225 m d'altitud, amb una prominència de 35 m, que es troba al massís del Vinyamala, entre la província d'Osca (Aragó) i el departament dels Alts Pirineus (França).